# أوليفييه بوملاحة
أوليفييه حكيم بوملاحة (27 مايو 1981) لاعب كرة قدم فرنسي من أصل جزائري يلعب حاليا لصالح نادي كونكورديا بازل السويسري في مركز المهاجم من 2016.

## روابط خارجية
- أوليفييه بوملاحة على موقع قاعدة بيانات كرة القدم.إي يو (الإنجليزية)
- أوليفييه بوملاحة على موقع عالم كرة القدم.نت (الإنجليزية)